# Adinimonas oviforme
Adinimonas oviforme is een soort in de taxonomische indeling van de Myzozoa, een stam van microscopische parasitaire dieren. Het organisme komt uit het geslacht Adinimonas en behoort tot de familie Adinimonadaceae. Adinimonas oviforme werd ontdekt door J. Schiller.